# Thurgauerlied

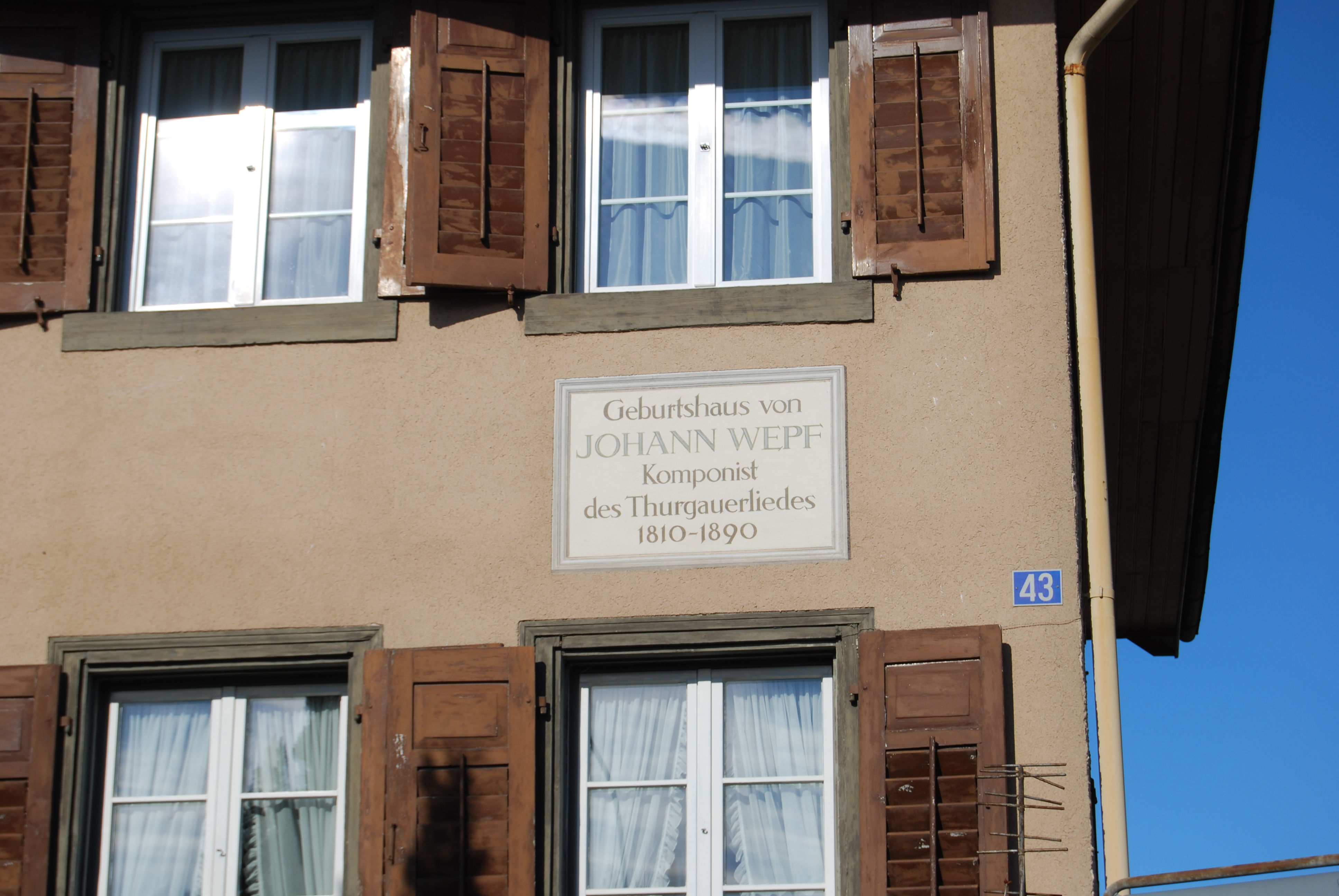
Gedenktafel am Geburtshaus von Johann Wepf in Müllheim TG

Das Thurgauerlied ist die inoffizielle Hymne des Schweizer Kantons Thurgau. Die Melodie stammt von Johannes Wepf (1810–1890), der Text von Johann Ulrich Bornhauser (1825–1848). 
Das Lied wurde später von Otto Kreis neu komponiert. Seine Version ist heute als das «Thurgauerlied» bekannt.
Populär wurde das Lied erst Mitte des 20. Jahrhunderts, nachdem es durch Heinrich Steinbeck in seinen Marsch des Thurgauer Infanterieregiments 31 integriert worden war. Andere Zeitzeugen schreiben dies eher dem 150-Jahr-Kantonsjubiläum 1953 zu, für das viele Schulklassen dieses Lied einübten.
Zu Beginn des alljährlichen Bechtelismahls der Konstablergesellschaft Frauenfeld wird das Lied von der versammelten Gesellschaft angestimmt, unterstützt durch die anwesenden Musiker. 

## Text
O Thurgau, du Heimat, wie bist du so schön,

wie bist du so schön!

Dir schmücket der Sommer die Täler und Höhn!

O Thurgau, du Heimat, wie bist du so hold,

dir tauchet der Sommer die Fluren in Gold!

La, la, la, la, ...

dir tauchet der Sommer die Fluren in Gold!

O Land, das der Thurstrom sich windend durchfliesst,

dem herrlich der Obstbaum, der Weinstock entspriesst.

O Land mit den blühenden Wiesen besät,

Wo lieblich das Kornfeld der Abendwind bläht.

La, la, la, la, (usw.)

O Heimat, wie blüht dir im sonnigen Glanz,

von Dörfern und Feldern ein herrlicher Kranz.

O Heimat, wie tönt dir bei Feier und Grab,

das Glockengeläute vom Kirchturm herab.

La, la, la, la, (usw.)

O Thurgau, wie liebe, wie schätze ich dich!

Wohl locken viel schönere Gegenden mich.

O Thurgau, mich fesselt ein engeres Band

An dich, du geliebtes, du wonniges Land!

La, la, la, la, (usw.)

Und finde ich schlummernd im Grabe einst Ruh,

Dann decket die heimische Erde mich zu.

Und öffnet das Jenseits sein strahlendes Tor,

Dann schweb' ich von Heimat zu Heimat empor.

La, la, la, la, (usw.)

Drum, Thurgau, nimm hin noch den schwellenden Gruss,

nimm hin von den Lippen den glühenden Kuss,

und bleibe in Eintracht und Liebe vereint,

dann ewig die Sonne des Friedens dir scheint.

La, la, la, la, (usw.)